# Пути и судьбы
«Пути и судьбы» — советский художественный фильм 1955 года режиссёра Якова Базеляна.

## Краткое содержание
Сельский врач Иван Бойко получает приглашение в столичную клинику. Здесь герой встречает институтского друга Дмитрия Костенко, преуспевающего доцента. Очень скоро Иван убеждается в моральной нечистоплотности Дмитрия, присвоившего научный труд скромного коллеги Венника. В кругу всего коллектива Бойко разоблачает кандидата наук. Несмотря на схематичность и идеализированность, фильм интересен актёрским составом и ранними работами таких актёров, как Саранцев, Юматов, Лавров, Ушакова, Быков и других.

## В ролях
- Юрий Саранцев — Иван Бойко
- Аркадий Толбузин — Костенко
- Ролан Быков — Венник
- Леонид Пирогов — профессор Гармаш
- Валентина Ушакова — Люся Гармаш
- Ада Войцик — Мария Васильевна
- Георгий Юматов — Алексей Кравчук, пациент
- Кирилл Лавров — в эпизоде
- Муза Крепкогорская — Тоня, невеста Кравчука
- Михаил Белоусов — Грачёв
- Евгения Ершова — Грачёва, балерина
- Татьяна Алексеева — Вера
- Андрей Сова — таксист
- Ваня Захаржевский — больной мальчик, пациент
- Аркадий Борисоглебский — Борисоглебский